# Laura Strati
Laura Strati (Bassano del Grappa, 3 ottobre 1990) è una lunghista italiana.
Ha vinto 3 titoli assoluti outdoor, 3 titoli italiani assoluti indoor e 5 titoli nazionali giovanili. Ha vestito per 12 volte la maglia azzurra della Nazionale italiana.

## Biografia
Ha mosso i primi passi nell'atletica e, dal 2001 al 2007, gareggia per il Gruppo Sportivo Dilettantistico Scolastico Marconi di Cassola in provincia di Vicenza.
Ai Campionati Italiani Cadetti per Regioni di Bisceglie del 2005 vince l'argento negli 80 ostacoli e l'oro nella staffetta 4x100 vestendo la maglia della rappresentativa del Veneto.
Nel 2007 conquista la doppia medaglia di bronzo nel salto in lungo e nei 100 metri ostacoli ai Mondiali studenteschi di Bordeaux, in Francia.
Nella stagione 2008-2009 gareggia per l'Atletica Industriali Conegliano: ai campionati italiani indoor juniores del 2008 si ferma ai piedi del podio nei 60 metri ed è vicecampionessa di salto in lungo, gara che poi vince laureandosi campionessa italiana nell'edizione successiva. Sempre nel 2009, ai campionati outdoor, giunge nuovamente seconda nei 100 metri e nel lungo.
In ambito internazionale, agli Europei juniores di Novi Sad, in Serbia, giunge quarta a 4 centesimi dalla medaglia di bronzo con la staffetta 4x100 e vince due medaglie d'argento nei 100 metri e nella 4x100 alla Coppa del Mediterraneo juniores svoltasi in Spagna a Madrid.
Nel 2010, pur continuando ad allenarsi a San Giuseppe di Cassola, veste la maglia dell'Atletica Vicentina.
Al primo anno da promessa, 2010, ai campionati indoor di categoria è stata vicecampionessa sui 60 m e settima nel lungo; all'aperto invece è uscita in batteria sui 100 m ed ha vinto il bronzo nel lungo. 
Nel 2011-2012 cambia di nuovo casacca e passa al Centro Sportivo Esercito. Nel 2011 vince il titolo italiano nel lungo ai campionati indoor ed outdoor e nella categoria promesse.
A luglio partecipa agli Europei under 23 di Ostrava, Repubblica Ceca, dove giunge settima con il nuovo primato personale all'aperto di 6,36 m.
Risolti alcuni problemi fisici che l’avevano tenuta a freno tra il 2012 ed il 2014, il 22 febbraio 2015 a Padova conquista il suo secondo titolo assoluto indoor con la misura di 6,53 m diventando così la quinta italiana di sempre al coperto, al pari di Valeria Canella. 
Due settimone dopo esordisce con la Nazionale in occasione degli Europei indoor a Praga (Repubblica Ceca), ma non riesce a superare le la fase di qualificazione.
Nel corso del 2016 vince a Rieti il titolo italiano assoluto per la prima volta con 6,49, vince il meeting internazionale di Lubiana con il personale di 6,59. 
Nel 2017 fa la doppietta tricolore: vince i titoli italiani indoor ad Ancona il 19 febbraio (con 6,59, quarta prestazione italiana di tutti i tempi in sala) e all'aperto a Trieste il primo luglio, saltando ancora 6,59. Il 15 luglio ad Avila, Spagna, atterra a 6,72, nuovo record personale e terza prestazione italiana outdoor di tutti i tempi dietro solo a Fiona May e Valentina Uccheddu.
Con la maglia della Nazionale partecipa agli Europei indoor di Belgrado, dove si classifica 9ª, in agosto ai Mondiali di Londra, ancora fuori in qualificazione, e ai Campionati europei a squadre di Lilla che chiude in 6ª posizione.
Nel 2017/2018 a causa di un infortunio non partecipa alla stagione indoor. A fine giugno partecipa ai XVIII Giochi del Mediterraneo di Tarragona dove è sesta con 6,51, il 5 luglio salta 6,62 metri al meeting di Nembro, ottimo viatico per gli Europei di Berlino di agosto dove chiude tredicesima mancando la finale per un solo centimetro. L'8 settembre ai Campionati Italiani di Pescara vince il suo sesto titolo tricolore assoluto con 6,41 metri.

## Progressione

### Salto in lungo
| Stagione | Misura | Luogo      | Data      | Rank. Mond. |
| -------- | ------ | ---------- | --------- | ----------- |
| 2022     | 6,21 m | Grosseto   | 16-6-2022 | 315ª        |
| 2021     | 6,52 m | Savona     | 13-5-2021 | 91ª         |
| 2020     | 6,38 m | Vicenza    | 11-7-2020 | 73ª         |
| 2019     | 6,65 m | Vicenza    | 2-6-2019  | 47ª         |
| 2018     | 6,62 m | Nembro     | 5-7-2018  | 52ª         |
| 2017     | 6,72 m | Avila      | 15-7-2017 | 21ª         |
| 2016     | 6,59 m | Lubiana    | 10-7-2016 | 64ª         |
| 2015     | 6,37 m | Jesolo     | 27-9-2015 | 146ª        |
| 2014     | 6,03 m | Milano     | 28-9-2014 |             |
| 2013     | 6,01 m | Verona     | 1-7-2013  |             |
| 2012     | 6,07 m | Bressanone | 8-7-2012  |             |
| 2011     | 6,36 m | Ostrava    | 17-7-2011 |             |
| 2010     | 6,08 m | Padova     | 13-6-2010 |             |
| 2009     | 5,96 m | Rieti      | 14-6-2009 |             |
| 2008     | 5,52 m | Torino     | 14-6-2008 |             |
| 2007     | 5,65 m | Bordeaux   | 24-6-2007 |             |
| 2006     | 5,46 m | Kaposvár   | 27-6-2006 |             |
| 2005     | 5,38 m | Lignano    | 28-9-2005 |             |

### Salto in lungo indoor
| Stagione  | Misura | Luogo  | Data      | Rank. Mond. |
| --------- | ------ | ------ | --------- | ----------- |
| 2020/2021 | 6,66 m | Ancona | 24-1-2021 | 14ª         |
| 2019/2020 | 6,42 m | Ancona | 22-2-2020 | 51ª         |
| 2018/2019 | 6,58 m | Metz   | 10-2-2019 | 12ª         |
| 2016/2017 | 6,59 m | Ancona | 18-2-2017 | 15ª         |
| 2015/2016 | 6,24 m | Padova | 30-1-2016 | 122ª        |
| 2014/2015 | 6,53 m | Padova | 22-2-2015 | 28ª         |
| 2013/2014 | 6,05 m | Ancona | 23-2-2014 | 266ª        |
| 2012/2013 | 5,92 m | Ancona | 16-2-2013 |             |
| 2010/2011 | 6,29 m | Ancona | 19-2-2011 | 97ª         |
| 2009/2010 | 5,90 m | Ancona | 27-2-2010 |             |
| 2008/2009 | 6,07 m | Ancona | 15-2-2009 |             |
| 2007/2008 | 5,87 m | Ancona | 10-2-2008 |             |
| 2006/2007 | 5,52 m | Modena | 4-3-2007  |             |

## Palmares
| Anno | Manifestazione          | Sede      | Evento         | Risultato | Prestazione | Note  |
| ---- | ----------------------- | --------- | -------------- | --------- | ----------- | ----- |
| 2009 | Europei juniores        | Novi Sad  | 4×100 m        | 4ª        | 45"92       | [ 3 ] |
| 2011 | Europei under 23        | Ostrava   | Salto in lungo | 7ª        | 6,36 m      | [ 4 ] |
| 2015 | Europei indoor          | Praga     | Salto in lungo | 17ª (q)   | 6,22 m      | [ 5 ] |
| 2017 | Europei indoor          | Belgrado  | Salto in lungo | 9ª (q)    | 6,49 m      |       |
| 2017 | Mondiali                | Londra    | Salto in lungo | 24ª (q)   | 6,21 m      |       |
| 2018 | Giochi del Mediterraneo | Tarragona | Salto in lungo | 6ª        | 6,51 m      |       |
| 2018 | Europei                 | Berlino   | Salto in lungo | 13ª (q)   | 6,60 m      |       |
| 2019 | Europei indoor          | Glasgow   | Salto in lungo | 12ª (q)   | 6,40 m      |       |
| 2019 | Mondiali                | Doha      | Salto in lungo | 31ª (q)   | 6,05 m      |       |
| 2021 | Europei indoor          | Toruń     | Salto in lungo | 6ª        | 6,57 m      |       |
| 2022 | Giochi del Mediterraneo | Orano     | Salto in lungo | 8ª        | 6,14 m      |       |

## Campionati nazionali
- 3 volte campionessa assoluta outdoor di salto in lungo (2016, 2017, 2018)
- 4 volte campionessa assoluta indoor di salto in lungo (2011, 2015, 2017, 2020)
- 2 volte campionessa promesse di salto in lungo (2011, 2012)
- 1 volta campionessa promesse indoor di salto in lungo (2011)
- 1 volta campionessa juniores indoor di salto in lungo (2009)
- 1 volta campionessa cadette staffetta 4x100 (2005)

2006
- In batteria ai Campionati italiani allievi e allieve, (Fano), 100 m piani - 12"94[6]
- 9ª ai Campionati italiani allievi e allieve, (Fano), salto in lungo - 5,22 m[7]

2007
- 4ª ai Campionati italiani indoor allievi-juniores-promesse, (Ancona), 60 m piani - 7”80[8]
- 4ª ai Campionati italiani indoor allievi-juniores-promesse, (Ancona), 60 m hs 8”94[9]
- 5ª ai Campionati italiani allievi e allieve, (Cesenatico), 100 m hs - 14"62[10]
- 6ª ai Campionati italiani allievi e allieve, (Cesenatico), salto in lungo - 5,26 m[11]

2008
- 4ª ai Campionati italiani allievi-juniores-promesse indoor, (Ancona), 60 m piani - 7"79[12]
- Argento ai Campionati italiani allievi-juniores-promesse indoor, (Ancona), salto in lungo - 5,87 m[13]
- 7ª ai Campionati italiani juniores e promesse, (Torino), salto in lungo - 5,27 m[14]

2009
- Oro ai Campionati italiani allievi-juniores-promesse indoor, (Ancona), salto in lungo - 6,07 m[15]
- Argento ai Campionati italiani juniores e promesse, (Rieti), 100 m piani - 11"98[16]
- Argento ai Campionati italiani juniores e promesse, (Rieti), salto in lungo - 5,96 m[17]

2010
- Argento ai Campionati italiani allievi-juniores-promesse indoor, (Ancona), 60 m piani - 7"62[18]
- 7ª ai Campionati italiani allievi-juniores-promesse indoor, (Ancona), salto in lungo - 5,90 m[19]
- In batteria ai Campionati italiani juniores e promesse, (Pescara), 100 m piani - 12"42[20]
- Bronzo ai Campionati italiani juniores e promesse, (Pescara), salto in lungo - 5,88 m[21]
- 14ª ai Campionati italiani assoluti, (Grosseto), salto in lungo - 5,69 m[22]

2011
- In batteria ai Campionati italiani allievi-juniores-promesse indoor, (Ancona), 60 m piani - dns[23]
- Oro ai Campionati italiani allievi-juniores-promesse indoor, (Ancona), salto in lungo - 6,06 m[24]
- Oro ai Campionati italiani assoluti indoor, (Ancona), salto in lungo - 6,29 m[25]
- Oro ai Campionati italiani juniores e promesse, (Bressanone), salto in lungo - 6,26 m[26]
- 4ª ai Campionati italiani assoluti, (Torino), salto in lungo - 6,19 m[27]

2012
- Oro ai Campionati italiani juniores e promesse, (Misano Adriatico), salto in lungo - 6,02 m[28]
- 5ª ai Campionati italiani assoluti, (Bressanone, salto in lungo - 6,07 m[29]

2013
- Oro ai Campionati italiani assoluti indoor, (Ancona), 60 m piani - 7"63 (Finale 2)[30]
- 6ª ai Campionati italiani assoluti indoor, (Ancona), salto in lungo - 5,92 m[31]
- In batteria ai Campionati italiani assoluti, (Milano), 100 m piani - 11"95[32]
- 9ª ai Campionati italiani assoluti, (Milano), salto in lungo - 5,90 m[33]

2014
- 4ª ai Campionati italiani assoluti indoor, (Ancona), salto in lungo - 6,05 m[34]
- 8ª ai Campionati italiani assoluti, (Rovereto), salto in lungo - 5,91 m[35]

2015
- Oro ai Campionati italiani assoluti indoor, (Padova), salto in lungo - 6,53 m[36]

2016
- Oro ai Campionati italiani assoluti, (Rieti), salto in lungo - 6,49 m[36]

2020
- Argento ai campionati italiani assoluti, salto in lungo - 6,17 m
- Eliminata in semifinale ai campionati italiani assoluti indoor, 60 m piani - 7"64
- Oro ai campionati italiani assoluti indoor, salto in lungo - 6,42 m

2021
- Argento ai campionati italiani assoluti, salto in lungo - 6,40 m
- Argento ai campionati italiani assoluti indoor, salto in lungo - 6,66 m

2022
- 7ª ai campionati italiani assoluti, salto in lungo - 5,98 m
- Eliminata in batteria ai campionati italiani assoluti indoor, 60 m piani - 7"64

## Altre competizioni internazionali
2007
- Bronzo ai Mondiali studenteschi ( Bordeaux), salto in lungo - 5,65 m[37]
- Bronzo ai Mondiali studenteschi,( Bordeaux), 100 m hs - 14"74[37]

2009
- Argento nella Coppa del Mediterraneo juniores ( Madrid), 100 m piani - 12"64 (Finale extra)[38]
- Oro nella Coppa del Mediterraneo juniores ( Madrid), 4×100 m - 46"01[39]

2010
- 5ª al Meeting Internazionale Città di Padova ( Padova), 100 m piani - 12"64[40]

2014
- Oro all'Elan Meeting ( Bratislava), salto in lungo - 5,92 m[41]

2015
- Argento al Guglindoor Meeting ( Linz), salto in lungo - 6,05 m[42]

2021
- 7ª al Golden Gala ( Firenze), salto in lungo - 6,29 m